# Adolph Ferdinand Hertz
Adolph Ferdinand Hertz (* 24. August 1831 in Hamburg; † 24. April 1902 ebenda) war ein Hamburger Kaufmann und Senator.

## Leben
Der Vater von Adolph Ferdinand Hertz war der erfolgreiche Hamburger Reeder Adolph Jacob Hertz, der zu den ersten deutschen Kaufleuten in Ostafrika gehörte. Hertz machte eine kaufmännische Lehre bei Albrecht & Dill in Hamburg, bevor er für mehrere Jahre im Auftrag der väterlichen Firma in Ostafrika und den angrenzenden Ländern am Indischen Ozean arbeitete. Er kehrte 1854 nach Hamburg zurück und wurde Prokurist in der väterlichen Firma in Hamburg. Im folgenden Jahr erwarb er das Hamburger Bürgerrecht. Ab 1861 engagierte Hertz sich in der Hamburger Kommunalverwaltung, er wurde Mitglied der Commerzdeputation und wirkt 1866 als Ihr Präses. Er wurde aber auch in andere Deputationen berufen, so in die Deputation für Handel Schifffahrt und Gewerbe. Von 1863 bis 1866 gehörte er der Hamburgischen Bürgerschaft an. Von 1868 bis 1869 war er als Handelsrichter tätig und im folgenden Jahr am Obergericht.

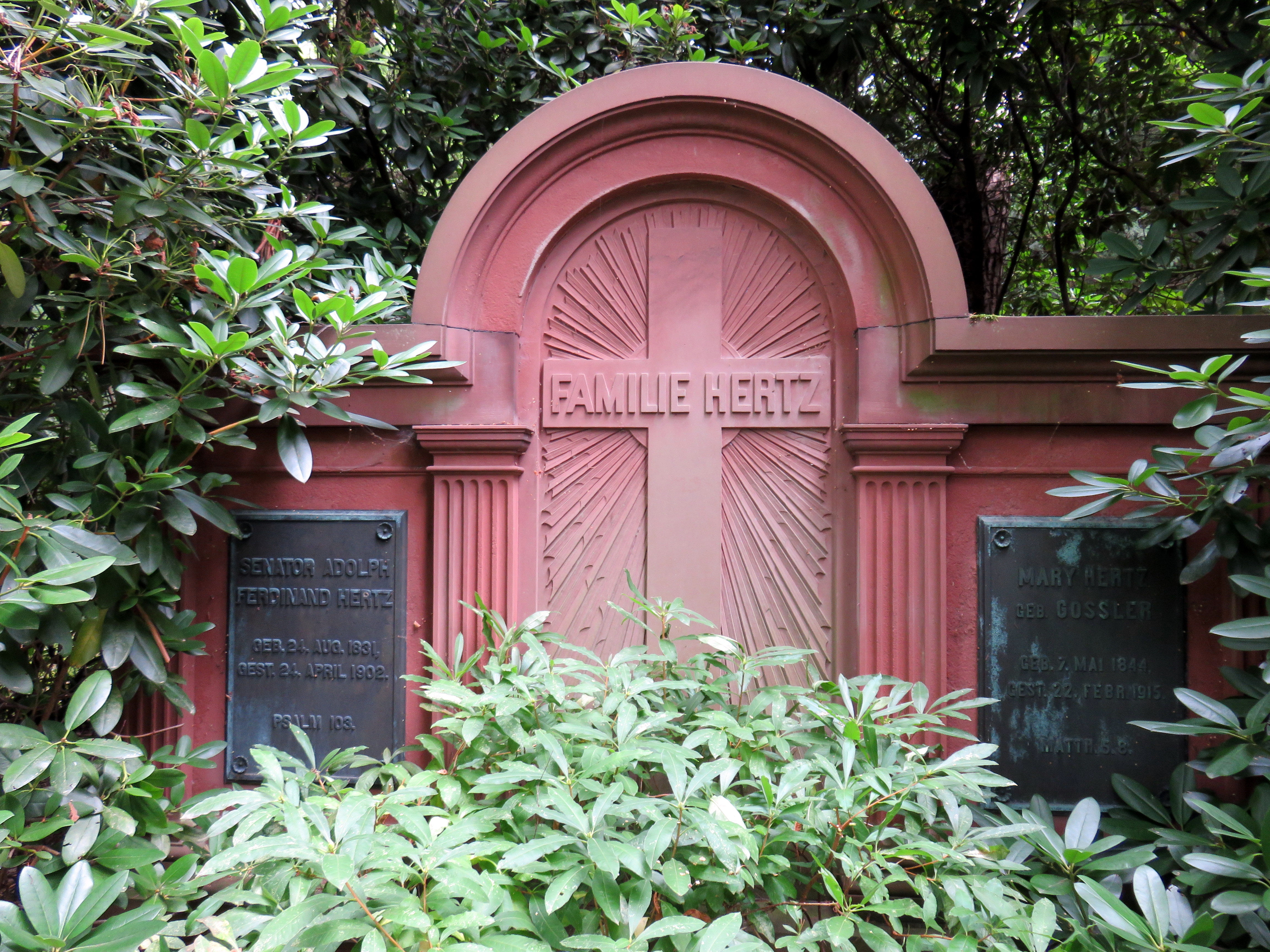
Grabwand für “Senator Adolph Ferdinand Hertz”, Familiengrabstätte auf dem Ohlsdorfer Friedhof

Am 20. September 1872 wurde Hertz für Gustav Godeffroy, der auf eigenen Wunsch zurückgetreten war, in den Hamburger Senat gewählt und am 4. November vereidigt. Im Senat wirkte Hertz vor allem im Bereich Steuern, nach dem Ausscheiden von Franz Ferdinand Eiffe übernahm er für ein Jahr die Leitung der Baudeputation, er wirkte außerdem in der Feuerkassendeputation, die die Hamburger Feuerkasse beaufsichtigte. Daneben war er Kirchspielherr der St.-Katharinenkirche.
Hertz hatte noch einige weitere Ämter inne. Er wurde durch Senats- und Bürgerschaftsbeschluss zum Ende des Jahres 1901 wegen Krankheit aus dem Amt enthoben.

## Familie
Hertz war mit Maria, geborene Gossler, (1844–1915) verheiratet und hatte vier Kinder mit ihr. Eines davon war die Malerin und Bildhauerin Mary Hertz (1866–1934), die mit Aby Warburg verheiratet war. Zu seinen Enkeln zählen der Jurist Hans W. Hertz und die Ärztin Maria Dorothea Hertz.
Im Bereich der Familiengrabstätte Adolph Hertz, Friedhof Ohlsdorf in Hamburg, Planquadrat Y 11 (südlich Nordteich), befindet sich eine Grabwand für „Senator Adolph Ferdinand Hertz“ aus rotem Sandstein, geschaffen von seiner Tochter Mary.